# Domaczewo (gmina)
Domaczewo (początkowo Domaczów) – dawna gmina wiejska istniejąca do 1939 roku w woj. poleskim (obecnie na Białorusi). Siedzibą gminy było miasteczko Domaczewo (początkowo jako Domaczów) (1504 mieszk. w 1921 roku).
W okresie międzywojennym gmina Domaczów/Domaczewo należała do powiatu brzeskiego w woj. poleskim. 18 kwietnia 1928 roku do gminy przyłączono zniesioną gminę Przyborowo. Gmina Domaczewo obejmowała specyficzne wąskie pasmo woj. poleskiego, stanowiące klin między obszarami województw wołyńskim a lubelskim. Granice te zachowane są do dziś (pasmo Białorusi pomiędzy Polską a Ukrainą naprzeciw Włodawy).
Po wojnie obszar gminy Domaczewo wszedł w struktury administracyjne Związku Radzieckiego.